# Zeleni Bosne i Hercegovine
Zeleni Bosne i Hercegovine (Zeleni BiH) bivša je ekološka politička stranka iz BiH.

## Istorija
Stranka je osnovana 2004. godine.
Zeleni teže da ojačaju svoje veze sa drugim strankama zelenih kao što su Evropski zeleni i NVO u Bosni i Hercegovini, kao i sa pokretom za svetski mir, pokretom žena, pokretom mladih i studenata, okolnim organizacijama i radničkim savezima.
Stranka je zvanicno izbrisana iz sudskog registra 2013. godine.

## Ideologija
Stranka prati sledeća načela:
- stvaranje demokratske, nezavisne i suverene Bosne i Hercegovine;
- zaštita ljudskih prava i političke slobode;
- jačanje lokalne i regionalne vlasti;
- ulazak Bosne i Hercegovine u Evropsku uniju
- slobodna trgovina
- zaštita razvoja
- uspostavljanje ekoloških standarda za produkciju

## Spoljašnje veze
- CIK BiH